# Kaneelbroodje

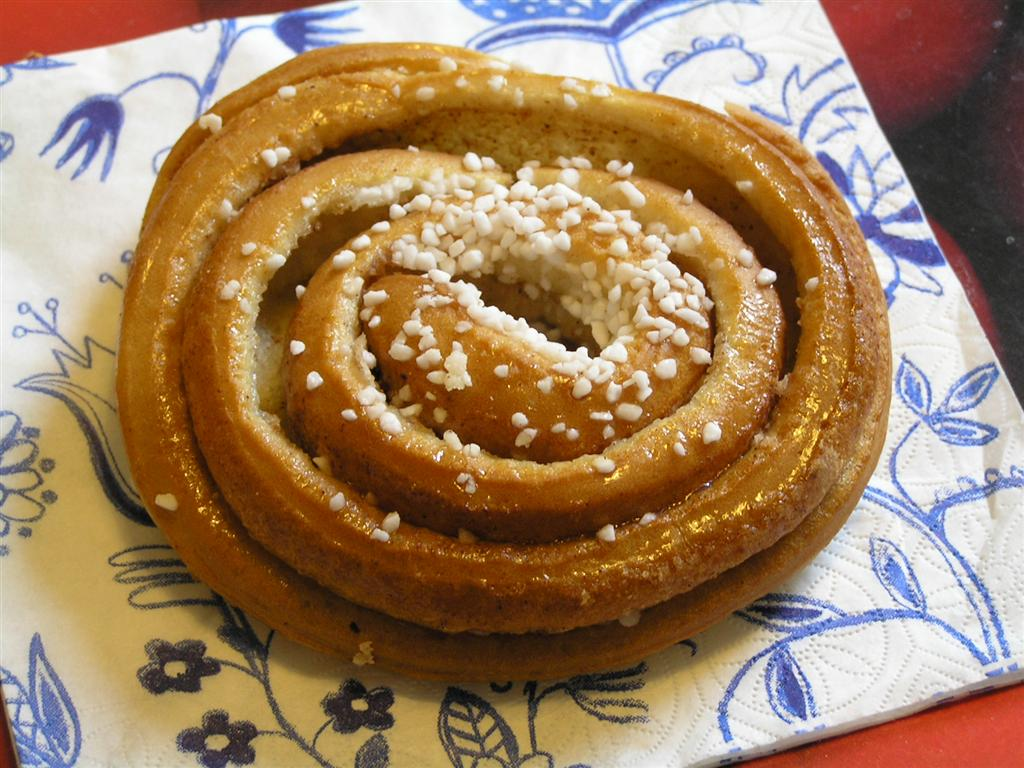
Een kanelbulle (meervoud: kanelbullar)

Een kaneelbroodje (Zweeds: kanelbulle) is een onder andere in Zweden genuttigd broodje met een boter-kaneelvulling. Het broodje heeft een typerende kruidige smaak, voortkomend uit de combinatie van kardemom en kaneel.

## Gebruik

### Zweden
Kaneelbroodjes worden onder andere gegeten tijdens de fika, een rustmoment met een kop koffie en gebakje of koekje erbij. Sinds 1999 wordt ieder jaar op 4 oktober kanelbullens dag gevierd, een feestdag waarop het broodje centraal staat.

### Nederland
Een kaneelbroodje in Nederland is gemaakt van fijn witbrood, met roomboter en zoete kaneelstroop.